# Georgi Stojkovski
Georgi Stojkovski (Bata, 10 maggio 1941 – 4 maggio 2023) è stato un triplista bulgaro.

## Biografia
Prese parte a due edizioni dei Giochi olimpici estivi: Tokyo 1964 e Città del Messico 1968, classificandosi, rispettivamente, settimo e nono nel salto triplo. Nel 1966 conquistò la medaglia d'oro ai campionati europei di Budapest con la misura di 16,67 m, sua miglior prestazione personale. Ad Atene 1969 ritentò l'esperienza europea, classificandosi solo dodicesimo a causa di una finale al di sotto delle sue capacità (durante le qualificazioni aveva superato di oltre un metro il miglior salto della finale). La sua ultima esperienza internazionale risale al 1971, quando arrivò settimo ai campionati europei indoor di Sofia.

## Progressione

### Salto triplo
| Stagione | Misura  | Luogo             | Data       | Rank. Mond. |
| -------- | ------- | ----------------- | ---------- | ----------- |
| 1969     | 16,39 m | Atene             | 16-9-1969  |             |
| 1968     | 16,46 m | Città del Messico | 17-10-1968 |             |
| 1967     | n/d     | n/d               | n/d        | n/d         |
| 1966     | 16,67 m | Budapest          | 4-9-1966   |             |
| 1965     | n/d     | n/d               | n/d        | n/d         |
| 1964     | 16,21 m | Tokyo             | 16-10-1964 |             |

## Palmarès
| Anno | Manifestazione  | Sede              | Evento       | Risultato | Prestazione | Note                                     |
| ---- | --------------- | ----------------- | ------------ | --------- | ----------- | ---------------------------------------- |
| 1964 | Giochi olimpici | Tokyo             | Salto triplo | 7º        | 16,10 m     |                                          |
| 1966 | Europei         | Budapest          | Salto triplo | Oro       | 16,67 m     | Miglior prestazione personale            |
| 1968 | Giochi olimpici | Città del Messico | Salto triplo | 9º        | 16,46 m     | Miglior prestazione personale stagionale |
| 1969 | Europei         | Atene             | Salto triplo | 12º       | 15,14 m     |                                          |
| 1971 | Europei indoor  | Sofia             | Salto triplo | 7º        | 16,00 m     | Miglior prestazione personale            |